# Tu me manques
Tu me manques es una película de temática homosexual de Bolivia. Escrita y dirigida por Rodrigo Bellot, fue estrenada en 2019. Fue seleccionada como la candidata boliviana al Mejor Largometraje Internacional en los 92.os Premios de la Academia, pero no fue nominada.
La película tuvo su estreno mundial el 27 de julio de 2019, en el festival Outfest de Los Ángeles, Estados Unidos.

## Trama
Después de que su hijo se suicida, un padre llega a Nueva York desde Santa Cruz de la Sierra para enfrentarse al novio de su hijo.

## Reparto
- Oscar Martínez como Jorge.
- Rossy de Palma como Rosaura.
- Fernando Barbosa como Sebastian.
- Rick Cosnett como Chase.
- Dominic Colón como Alonso.
- Ana Asensio como Andrea.
- Luis Gamarra como Gabriel.

## Premios y festivales
Tu me manques ha participado en los siguientes festivales:
- Premio a Mejor Guion en el L.A. Outfest
- Festival Internacional de Cine de Guadalajara
- Festival de Cine Global de Cine de República Dominicana
- Selección Oficial del CINHOMO.